# Патнем (округ, Індіана)
Шаблон:StateAbbr_ 39°40′ пн. ш. 86°50′ зх. д. / 39.67° пн. ш. 86.84° зх. д.
Округ Патнем (англ. Putnam County) — округ (графство) у штаті Індіана, США. Ідентифікатор округу 18133.

## Історія
Округ утворений 1822 року.

## Демографія
За даними перепису
2000 року
загальне населення округу становило 36019 осіб, зокрема міського населення було 9921, а сільського — 26098.
Серед мешканців округу чоловіків було 18727, а жінок — 17292. В окрузі було 12374 домогосподарства, 9121 родин, які мешкали в 13505 будинках.
Середній розмір родини становив 2,99.
Віковий розподіл населення поданий у таблиці:
| Стать    | До 15 років | 15-21 | 22-29 | 30-39 | 40-49 | 50-65 | 65-85 | Понад 85 |
| -------- | ----------- | ----- | ----- | ----- | ----- | ----- | ----- | -------- |
| Чоловіки | 3596        | 2478  | 2118  | 3180  | 2763  | 2687  | 1767  | 138      |
| Жінки    | 3408        | 2222  | 1588  | 2389  | 2380  | 2769  | 2098  | 438      |

## Суміжні округи
- Монтгомері — північ
- Гендрікс — схід
- Морган — південний схід
- Оуен — південь
- Клей — південний захід
- Парк — захід

## Виноски
1. ↑  U.S. Decennial Census. United States Census Bureau. Процитовано 10 липня 2014.
2. ↑  Historical Census Browser. University of Virginia Library. Архів оригіналу за 11 серпня 2012. Процитовано 10 липня 2014.
3. ↑  Population of Counties by Decennial Census: 1900 to 1990. United States Census Bureau. Процитовано 10 липня 2014.
4. ↑  Census 2000 PHC-T-4. Ranking Tables for Counties: 1990 and 2000 (PDF). United States Census Bureau. Процитовано 10 липня 2014.
5. ↑  Putnam County QuickFacts. Бюро перепису населення США. Архів оригіналу за 24 лютого 2016. Процитовано 25 вересня 2011.(англ.) Наведено за англійською вікіпедією.
6. ↑  American FactFinder. Бюро перепису населення США. Архів оригіналу за 26 лютого 2012. Процитовано 31 січня 2008.

| США | Це незавершена стаття з географії США. Ви можете допомогти проєкту, виправивши або дописавши її. |